# Pomorze (prowincja)

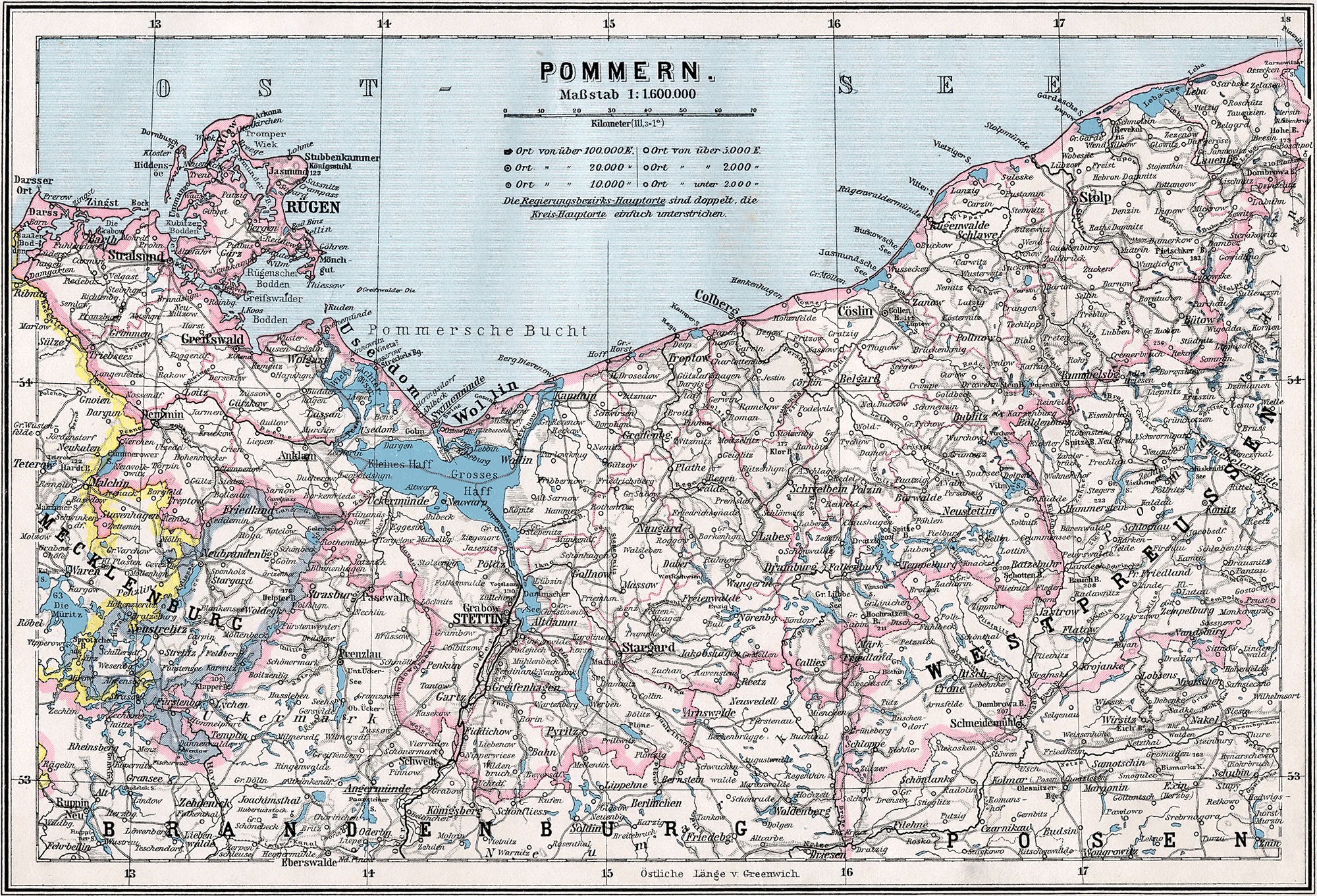
Prowincja Pomorze w 1905

Mapa Prowincji Pomorze w 1913 r.

Mapa Prowincji Pomorze w 1939 r.

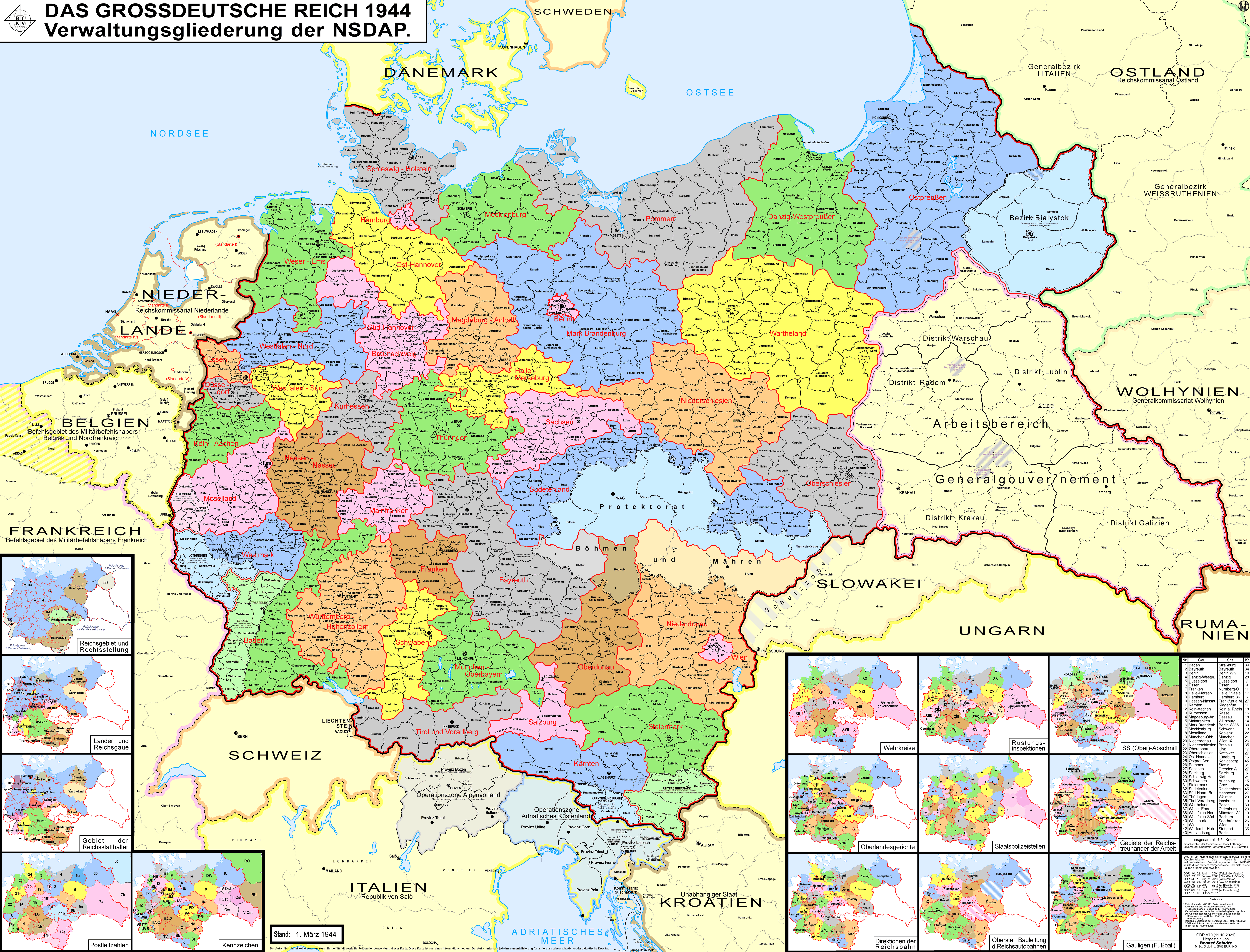
Wielka Rzesza Niemiecka w 1944 r.

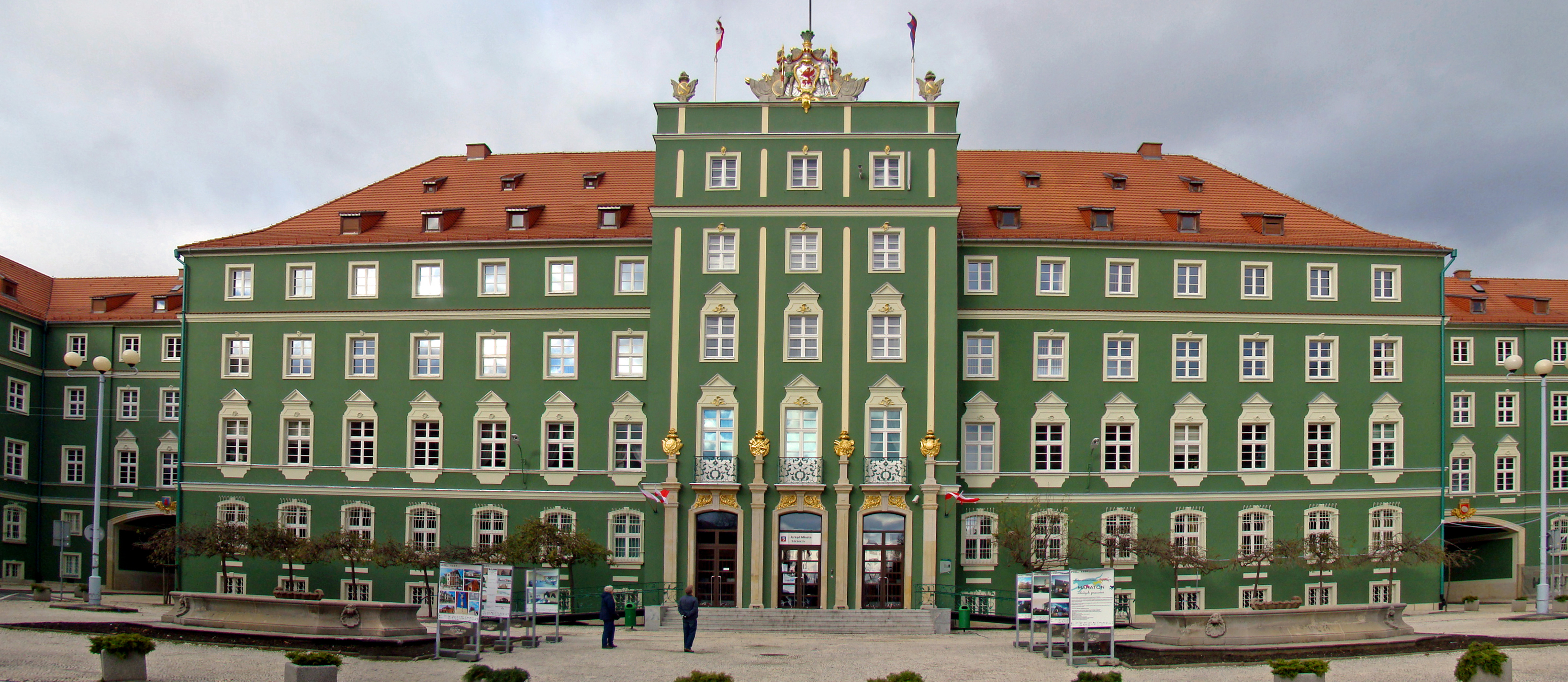
Gmach Sejmu Pomorskiego w Szczecinie – widok współczesny

Prowincja Pomorze (niem. Provinz Pommern) – prowincja państwa pruskiego, a potem zjednoczonych w XIX w. Niemiec (do 1945 r.). Stolicą prowincji był Szczecin, a przejściowo w okresie 1808–1814 Stargard. W 1939 roku prowincja miała powierzchnię 38 401 km² i liczyła 2 405 021 mieszkańców.
Numery rejestracyjne samochodów zarejestrowanych w prowincji zaczynały się od „I H”.

## Zmiany terytorialne
W wyniku traktatu wersalskiego niewielki fragment powiatów: bytowskiego, lęborskiego i słupskiego (w sumie około 6 km²) został przekazany Polsce.
W roku 1932 rejencja stralsundzka została przyłączona do rejencji szczecińskiej, a w roku 1938 (po likwidacji prowincji Marchia Graniczna) powstała nowa, trzecia (obok szczecińskiej i koszalińskiej), rejencja pilska (Regierungsbezirk Grenzmark Posen-Westpreußen) z siedzibą władz w Pile.
Po II wojnie światowej większa, wschodnia część prowincji przypadła Polsce, część zachodnia (Pomorze Przednie) przypadła Niemcom i obecnie wchodzi w skład kraju związkowego Meklemburgia-Pomorze Przednie.

## Podział administracyjny Pomorza (do 1920 roku)
Stolica: Szczecin
- rejencja szczecińska (Regierungsbezirk Stettin)
- rejencja koszalińska (Regierungsbezirk Köslin)
- rejencja strzałowiecka (Regierungsbezirk Stralsund)

Szczegółowe podziały administracyjne rejencji znajdują się w poszczególnych opisach tych rejencji.

## Demografia
W 1905 roku Prowincja Pomorze obejmowała powierzchnię 30 120 km² i miała 1 684 326 mieszkańców, z których 1 616 550 stanowili protestanci, 50 206 katolicy, 9960 Żydzi.
W 1900 roku przy granicy z prowincją Prusy Zachodnie mieszkały 14 162 osoby z ojczystym językiem kaszubskim, oraz w rejonie jezior Łebsko i Gardno ogółem 310 osób posługujących się tym językiem. 

## Nadprezydenci Pomorza
| Lata urzędowania | Nadprezydent                                                   | Lata życia  |
| ---------------- | -------------------------------------------------------------- | ----------- |
| 1815–1816        | Karl Heinrich Ludwig Freiherr von Ingersleben                  | 1753 – 1831 |
| 1816–1831        | Johann August Sack                                             | 1764 – 1831 |
| 1831–1835        | Moritz Haubold Freiherr von Schönberg                          | 1770 – ?    |
| 1835–1852        | Wilhelm Friedrich Fürchtegott von Bonin                        | 1786 – 1852 |
| 1852–1866        | Ernst Karl Friedrich Wilhelm Adolf Freiherr Senfft von Pilsach | 1795 – 1882 |
| 1867–1882        | Ferdinand Karl Wilhelm August Freiherr von Münchhausen         | 1810 – 1882 |
| 1883–1891        | Ulrich von Behr-Negendank                                      | 1826 – 1902 |
| 1891–1899        | Robert von Puttkamer                                           | 1828 – 1900 |
| 1900–1911        | Helmuth Freiherr von Maltzahn                                  | 1840 – 1923 |
| 1911–1917        | Wilhelm Hans August von Waldow                                 | 1856 – 1937 |
| 1917–1918        | Max Hermann Freiherr von Ziller                                | 1856 – 1929 |
| 1918–1919        | Georg Michaelis                                                | 1857 – 1936 |
| 1919–1930        | Julius Lippmann                                                | 1864 – 1934 |
| 1930–1933        | Carl von Halfern                                               | 1873 – 1937 |
| 1933–1945        | Franz Schwede (gauleiter)                                      | 1888 – 1960 |

## Wykaz miast 1816–1945 (stan ludności na 1 grudnia 1905)
| Herb | Miasto                                         | Ludność 1905 | Rejencja 1905 | Powiat 1905      | Obecna lokacja |
| ---- | ---------------------------------------------- | ------------ | ------------- | ---------------- | -------------- |
|      | Stettin (Szczecin)                             | 224 119      | szczecińska   | Stettin-Stadt    | Polska         |
|      | Stralsund(Strzałów)                            | 31 809       | strzałowiecka | Stralsund-Stadt  | Niemcy         |
|      | Stolp (Słupsk)                                 | 31 154       | koszalińska   | Stolp-Stadt      | Polska         |
|      | Stargard                                       | 26 907       | szczecińska   | Stargard-Stadt   | Polska         |
|      | Greifswald (Gryfia)                            | 23 767       | strzałowiecka | Greifswald-Stadt | Niemcy         |
|      | Kolberg (Kołobrzeg)                            | 22 856       | koszalińska   | Kolberg-Körlin   | Polska         |
|      | Köslin (Koszalin)                              | 21 474       | koszalińska   | Köslin           | Polska         |
|      | Anklam (Toglin)                                | 15 625       | strzałowiecka | Anklam           | Niemcy         |
|      | Swinemünde (Świnoujście)                       | 13 272       | szczecińska   | Usedom-Wollin    | Polska         |
|      | Demmin (Dymin)                                 | 12 536       | szczecińska   | Demmin           | Niemcy         |
|      | Lauenburg (Lębork)                             | 12 502       | koszalińska   | Lauenburg        | Polska         |
|      | Neustettin (Szczecinek)                        | 10 785       | koszalińska   | Neustettin       | Polska         |
|      | Pasewalk(Pozdawilk)                            | 10 520       | szczecińska   | Ueckermünde      | Niemcy         |
|      | Gollnow (Goleniów)                             | 9194         | szczecińska   | Naugard          | Polska         |
|      | Pyritz (Pyrzyce)                               | 8600         | szczecińska   | Pyritz           | Polska         |
|      | Belgard an der Persante (Białogard)            | 8589         | koszalińska   | Belgard          | Polska         |
|      | Wolgast(Wołogoszcz)                            | 8346         | strzałowiecka | Greifswald-Land  | Niemcy         |
|      | Treptow an der Rega (Trzebiatów)               | 7794         | szczecińska   | Greifenberg      | Polska         |
|      | Altdamm (Dąbie)                                | 7451         | szczecińska   | Randow           | Polska         |
|      | Barth (Bardowo)                                | 7344         | strzałowiecka | Franzburg        | Niemcy         |
|      | Schivelbein (Świdwin)                          | 7219         | koszalińska   | Schivelbein      | Polska         |
|      | Greifenberg (Gryfice)                          | 7207         | szczecińska   | Greifenberg      | Polska         |
|      | Bütow (Bytów)                                  | 7011         | koszalińska   | Bütow            | Polska         |
|      | Greifenhagen (Gryfino)                         | 6583         | szczecińska   | Greifenhagen     | Polska         |
|      | Ueckermünde(Wkryujście)                        | 6263         | szczecińska   | Ueckermünde      | Niemcy         |
|      | Schlawe (Sławno)                               | 6221         | koszalińska   | Schlawe          | Polska         |
|      | Dramburg (Drawsko Pomorskie)                   | 6107         | koszalińska   | Dramburg         | Polska         |
|      | Rügenwalde (Darłowo)                           | 5968         | koszalińska   | Schlawe          | Polska         |
|      | Cammin (Kamień Pomorski)                       | 5923         | szczecińska   | Cammin           | Polska         |
|      | Rummelsburg (Miastko)                          | 5701         | koszalińska   | Rummelsburg      | Polska         |
|      | Labes (Łobez)                                  | 5183         | szczecińska   | Regenwalde       | Polska         |
|      | Bublitz (Bobolice)                             | 5154         | koszalińska   | Bublitz          | Polska         |
|      | Polzin (Połczyn-Zdrój)                         | 5046         | koszalińska   | Belgard          | Polska         |
|      | Naugard (Nowogard)                             | 4872         | szczecińska   | Naugard          | Polska         |
|      | Falkenburg (Złocieniec)                        | 4702         | koszalińska   | Dramburg         | Polska         |
|      | Wollin (Wolin)                                 | 4560         | szczecińska   | Usedom-Wollin    | Polska         |
|      | Treptow an der Tollense(Trzebiatów nad Tolężą) | 4429         | szczecińska   | Demmin           | Niemcy         |
|      | Tempelburg (Czaplinek)                         | 4377         | koszalińska   | Neustettin       | Polska         |
|      | Pölitz (Police)                                | 4303         | szczecińska   | Randow           | Polska         |
|      | Bergen auf Rügen(Górsko Rańskie)               | 4045         | strzałowiecka | Rügen            | Niemcy         |
|      | Loitz (Łosice)                                 | 4020         | strzałowiecka | Grimmen          | Niemcy         |
|      | Gartz an der Oder(Gardziec Odrzański)          | 3947         | szczecińska   | Randow           | Niemcy         |
|      | Grimmen(Grzymie)                               | 3825         | strzałowiecka | Grimmen          | Niemcy         |
|      | Kallies (Kalisz Pomorski)                      | 3627         | koszalińska   | Dramburg         | Polska         |
|      | Regenwalde (Resko)                             | 3477         | szczecińska   | Regenwalde       | Polska         |
|      | Tribsees(Trzebudzice)                          | 3423         | strzałowiecka | Grimmen          | Niemcy         |
|      | Jarmen (Jaromin)                               | 3083         | szczecińska   | Demmin           | Niemcy         |
|      | Körlin an der Persante (Karlino)               | 2999         | koszalińska   | Kolberg-Körlin   | Polska         |
|      | Zanow (Sianów)                                 | 2795         | koszalińska   | Schlawe          | Polska         |
|      | Fiddichow (Widuchowa)                          | 2725         | szczecińska   | Greifenhagen     | Polska         |
|      | Wangerin (Węgorzyno)                           | 2677         | szczecińska   | Regenwalde       | Polska         |
|      | Massow (Maszewo)                               | 2666         | szczecińska   | Naugard          | Polska         |
|      | Nörenberg (Ińsko)                              | 2634         | szczecińska   | Saatzig          | Polska         |
|      | Bahn (Banie)                                   | 2628         | szczecińska   | Greifenhagen     | Polska         |
|      | Freienwalde (Chociwel)                         | 2562         | szczecińska   | Saatzig          | Polska         |
|      | Plathe (Płoty)                                 | 2557         | szczecińska   | Regenwalde       | Polska         |
|      | Pollnow (Polanów)                              | 2521         | koszalińska   | Schlawe          | Polska         |
|      | Bärwalde (Barwice)                             | 2282         | koszalińska   | Neustettin       | Polska         |
|      | Daber (Dobra)                                  | 2253         | szczecińska   | Naugard          | Polska         |
|      | Ratzebuhr (Okonek)                             | 2192         | koszalińska   | Neustettin       | Polska         |
|      | Lassan (Lesiany)                               | 2148         | strzałowiecka | Greifswald-Land  | Niemcy         |
|      | Leba (Łeba)                                    | 2027         | koszalińska   | Lauenburg        | Polska         |
|      | Garz auf Rügen(Gardziec Rański)                | 2015         | strzałowiecka | Rügen            | Niemcy         |
|      | Gützkow(Choćków)                               | 2007         | strzałowiecka | Greifswald-Land  | Niemcy         |
|      | Neuwarp (Nowe Warpno)                          | 1883         | szczecińska   | Ueckermünde      | Polska         |
|      | Jacobshagen (Dobrzany)                         | 1871         | szczecińska   | Saatzig          | Polska         |
|      | Penkun (Pieńkuń)                               | 1810         | szczecińska   | Randow           | Niemcy         |
|      | Usedom (Uznam)                                 | 1729         | szczecińska   | Usedom-Wollin    | Niemcy         |
|      | Damgarten(Dębogóra)                            | 1700         | strzałowiecka | Franzburg        | Niemcy         |
|      | Richtenberg(Rychtenbork)                       | 1658         | strzałowiecka | Franzburg        | Niemcy         |
|      | Franzburg(Nowopole)                            | 1470         | strzałowiecka | Franzburg        | Niemcy         |
|      | Zachan (Suchań)                                | 1384         | szczecińska   | Saatzig          | Polska         |

1 października 1938 do Pomorza przyłączono 21 miast z Marchii Granicznej Poznańsko-Zachodniopruskiej: Choszczno (Arnswalde), Drawno (Neuwedell) (Unruhstadt) z powiatu choszczeńskiego, Dobiegniew (Woldenberg), Drezdenko (Driesen) i Strzelce Krajeńskie (Friedeberg) z powiatu strzeleckiego, Biały Bór (Baldenburg), Czarne (Hammerstein), Człuchów (Schlochau), Debrzno (Preußisch Friedland) i Lędyczek (Landeck) z powiatu człuchowskiego, Złotów (Flatow) i Krajenka (Krojanke) z powiatu złotowskiego, Wałcz, Jastrowie, Mirosławiec, Człopa i Tuczno z powiatu wałeckiego, Krzyż i Trzcianka z powiatu noteckiego oraz miasto Piła.

## Miasta

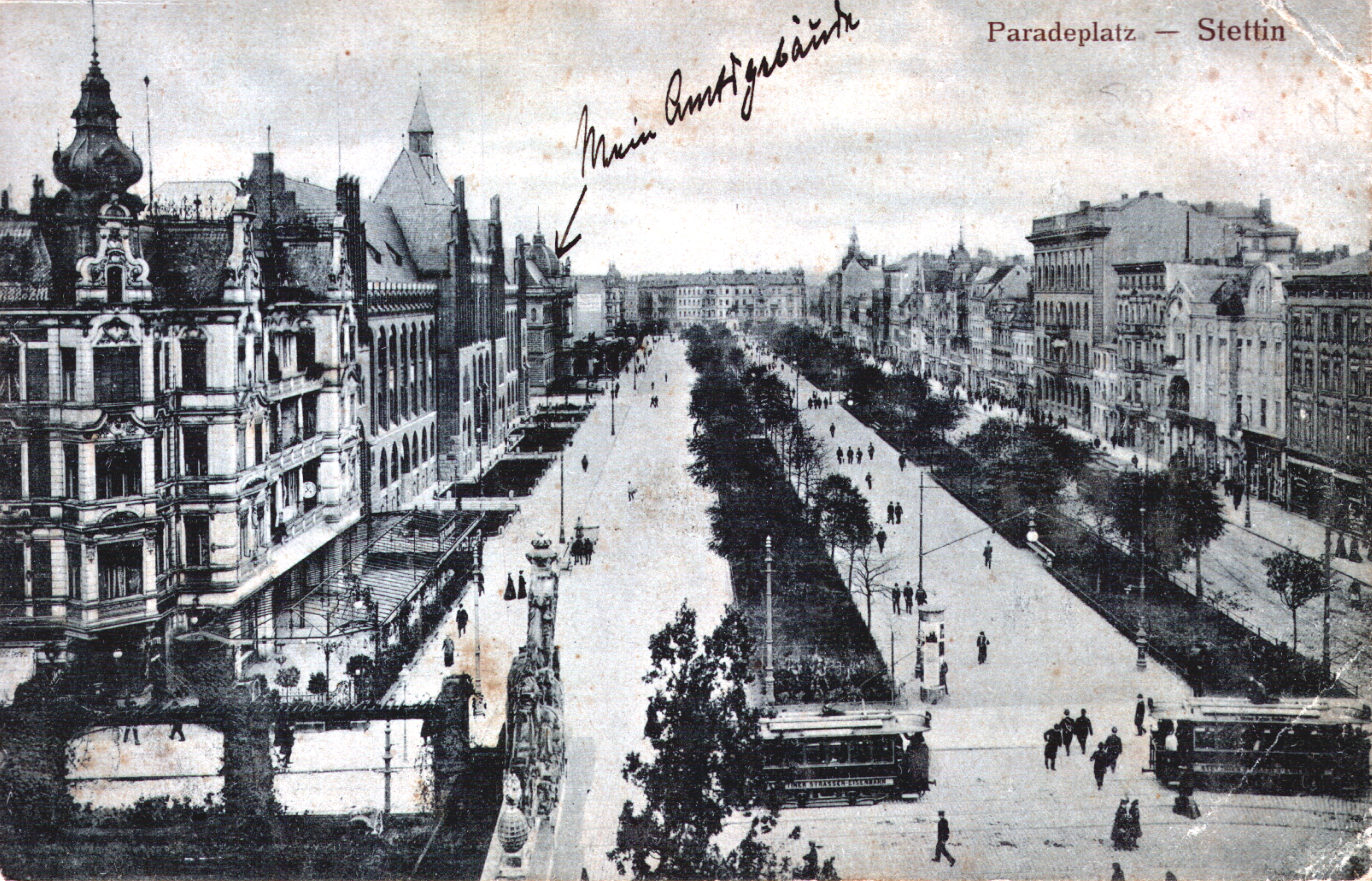
Szczecin, 1917

Populacja największych miast prowincji w latach 1890 i 1925 oraz ich współczesna przynależność państwowa:
|    | miasto    | pop. 1890 | pop. 1925 | rejencja    | źródło | 2014   |
| -- | --------- | --------- | --------- | ----------- | ------ | ------ |
| 1. | Szczecin  | 116 228   | 254 466   | szczecińska | [ 3 ]  | Polska |
| 2. | Słupsk    | 23 862    | 41 602    | koszalińska | [ 4 ]  | Polska |
| 3. | Strzałów  | 27 814    | 39 469    | strzałów    | [ 5 ]  | Niemcy |
| 4. | Stargard  | 23 785    | 32 545    | szczecińska | [ 6 ]  | Polska |
| 5. | Kołobrzeg | 16 999    | 30 115    | koszalińska | [ 7 ]  | Polska |
| 6. | Koszalin  | 17 810    | 28 812    | koszalińska | [ 8 ]  | Polska |
| 7. | Gryfia    | 21 624    | 26 695    | strzałów    | [ 9 ]  | Niemcy |